# Niemeyera wagapensis
Niemeyera wagapensis là một loài thực vật có hoa trong họ Hồng xiêm. Loài này được (Guillaumin) ined. mô tả khoa học đầu tiên.